# Tifis

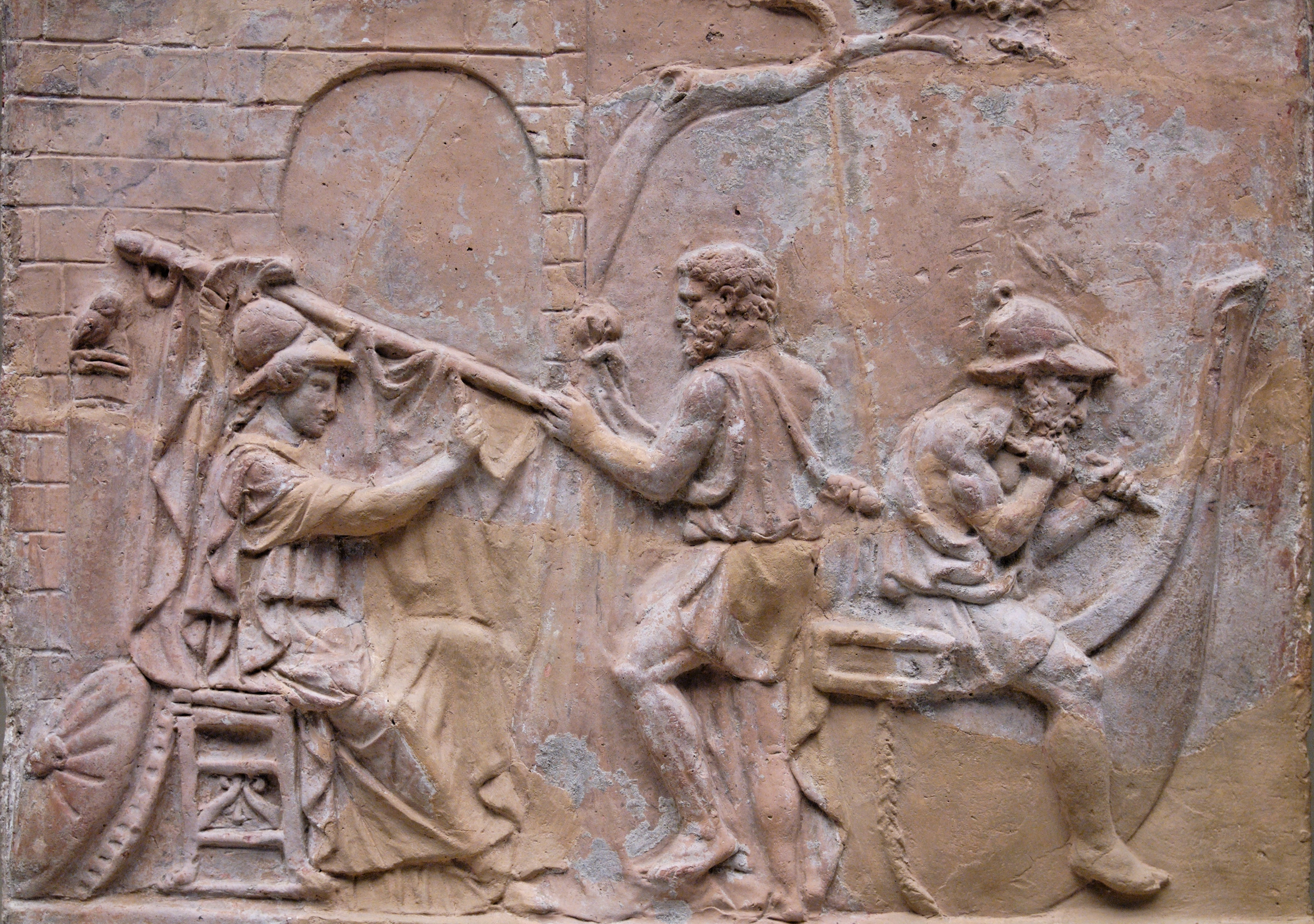
La construcción del barco Argo: Atenea (a la izquierda) ajusta la vela; Tiphys (centro) sostiene el patio; Argos (a la derecha) se encuentra al otro lado de la popa. Relieve de terracota, obra de arte romana, probablemente del Se dice que fue encontrado cerca de la Porta Latina en Roma.

En la mitología griega Tifis era el timonel del Argo, la nave en la que se embarcaron los argonautas en busca del vellocino de oro. Procedía de Tifa, o de Tespias, de la región de Beocia.
Se le atribuye distinta ascendencia, pudiendo ser hijo del lápita Forbante y de Hirmina (una hija del rey Epeo de Élide), o de Hagnias.
Tifis murió por una extraña y súbita enfermedad en el país de los mariandinos, en la costa sur del mar Negro, cuando las moiras decidieron que no debía navegar más. Al timón del Argo le sucedió Anceo, hijo de Poseidón.
En una versión alternativa, sin embargo, Tifis sobrevivió. Cuando los argonautas llegaron a Libia, Medea ofrendó a Tritón un cuenco de oro para que mostrara a Tifis el camino que debía seguir para navegar sin peligro desde el lago Tritonis hasta el mar, a través del desierto.